# Agonum lugens
Agonum lugens — вид жужелиц из подсемейства Platyninae.

## Распространение
Обитают, в том числе, в Финляндии и Швеции.

## Описание
Жук длиной от 8,5 до 10 мм. Верхняя часть тела чёрная, у самца слабоблестящая и у самки матовая. Третий промежуток надкрылий обычно с тремя порами, их основной край сильно изогнут.

## Экология
Живут на влажной илистой почве.